# Csíz (település)
Csíz (szlovákul Číž) község Szlovákiában, a Besztercebányai kerület Rimaszombati járásában.

## Fekvése
Tornaljától 17 km-re, délre található.

## Története
1274-ben "Chyz" néven említik először, de már korábban alapították. A pápai tizedjegyzék 1332-ben "Chis" néven említi. A Tukó családé, később más nemesek birtoka. 1566-ban és 1682-ben elpusztította a török. 1773-ban 15 jobbágy, 7 zsellér és egy vagyontalan család lakta. 1828-ban 71 házában 559 lakos élt, akik főként mezőgazdasággal foglalkoztak.
Vályi András szerint: "CSÍZ. Magyar falu Gömör Vármegyében, földes Urai Kubinyi, Abafy, és Hamvay Uraságok, lakosai katolikusok, és evangelikusok, fekszik Rima vize mellett, Rimaszétshez közel, ’s ennek filiája, Serkétöl fél mértföldnyire, határbéli földgye mindenféle gabonát bőven terem, réttyének fele jó, legelője szoross, fája nintsen, piatzozása két, és három mértföldnyire, gyümöltsös kertyei jók, káposztás földgyei hasonlóképen, keresettyek más helyeken a’ szőlö mivelésböl, malma helyben, kendert áztató vize alkalmatos, második Osztálybéli."
Fényes Elek szerint: "Csiz, magyar falu, Gömör és Kis-Honth egyesült vgyékben, a Rima és Balogh összefolyásánál, Rimaszécshez 1/2 órányira: 85 kath., 483 ref., 90 evang. lak. Róna határa első osztálybéli; rétje, erdeje elég. F. u. Abaffy, Kubinyi, Hamvay, s m."
Gömör-Kishont vármegye monográfiája szerint: "Csíz, a fülek-miskolczi vasútvonal mentén fekvő magyar kisközség 152 házzal és 667, nagyobbára református vallású lakossal. E községet már a pápai tizedszedők jegyzékében találjuk említve Chis néven. 1427-ben is így szerepel. 1475-ben a kasuhi Nagy család új adományt nyer a községre, de öt évvel később már a Csizy családot találjuk itt, mint a község földesurát és e család után a czomporházi Czompor családot. Később az Abaffy, a Kubinyi és a Hanvay családok lettek a birtokosai. A községben négy úrilak van, ú. m. Kossuth Józsefé, Hanvay Józsefé, Glósz Arturé és a Horváth Józsefé. A község református temploma 1881-ben épült. Az itteni európai hírű jódbróm-fürdőről más helyen van szó. A községben van posta és távíró. Vasúti állomása télen Rimaszécs, nyáron Csíz-Fürdő."

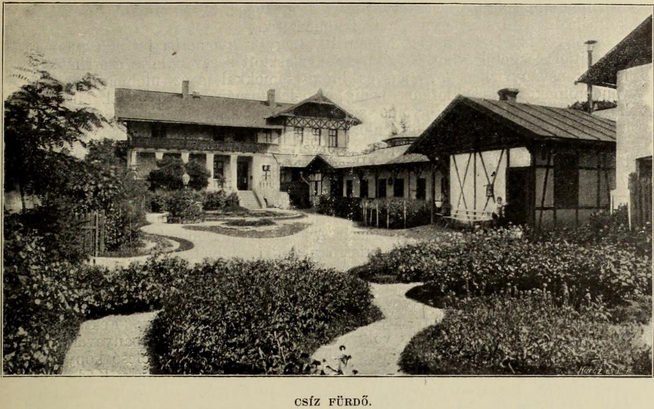
A fürdő (1903)

A földjében rejlő gyógyvizet 1860-ban egy helybeli gazda fedezte fel, aki kútásáskor ivásra alkalmatlan sós vizet talált. A későbbi vegyelemzés során kiderült, hogy a víz jód és bróm tartalmú. A fürdő létesítéséhez részvénytársaság alakult és a gyógyfürdő a környék kedvelt üdülőhelye lett.
A trianoni békeszerződésig Gömör-Kishont vármegye Putnoki járásához tartozott. 1938 és 1944 között ismét Magyarország része. A fürdőt a II. világháborút követően korszerűsítették és bővítették.

## Népessége
| Év:            | 1994. | 2004.   | 2014.   | 2024.   |
| -------------- | ----- | ------- | ------- | ------- |
| Emberek száma: | 682   | 707     | 669     | 683     |
| Eltérés:       |       | +3,66 % | -5,37 % | +2,09 % |

| Év:            | 2023. | 2024.   |
| -------------- | ----- | ------- |
| Emberek száma: | 682   | 683     |
| Eltérés:       |       | +0,14 % |

1880-ban 545 lakosából 491 magyar és 1 szlovák anyanyelvű.
1890-ben 555 lakosából mind magyar anyanyelvű.
1900-ban 667 lakosából 658 magyar és 7 szlovák anyanyelvű volt.
1910-ben 691-en lakták, 686 magyar és 2 szlovák anyanyelvű.
1921-ben 747 lakosából 662 magyar és 64 csehszlovák volt.
1930-ban 706 lakosából 541 magyar és 81 csehszlovák volt.
1941-ben 646-an lakták, 602 magyar és 4 szlovák.
1991-ben 692 lakosából 398 magyar és 205 szlovák volt.
2001-ben 690-en lakták, 493 magyar és 169 szlovák.
2011-ben 666 lakosából 417 magyar és 167 szlovák.
2021-ben 686 lakosából 488 magyar (71,1%), 164 szlovák, 23 cigány, 1 cseh, 1 német, 1 zsidó, 8 ismeretlen nemzetiségű.

## Neves személyek
- Itt élt Kolár Péter (1947-2017) kultúraszervező, a kassai Thália Színház igazgatója, a Csemadok elnöke, főtitkára.

## Nevezetességei
- A falu jódos-brómos vizű gyógyfürdőjéről híres, ma ez Szlovákia egyik legjelentősebb gyógyfürdője. Csíz fürdője a Rima és a Sajó folyó torkolatától 4 kilométerre, Csíz községben helyezkedik el, és kialakulását a sós ízű jódos-brómos ásványi vizének köszönheti (jódtartalma 26 mg/l). Az éghajlati viszonyok gyógyászati szempontból nagyon kedvezőek, sok a napfény, egészséges, száraz és tiszta a levegő. Központi fürdőépülete a 19. század végén épült.
- Református temploma a 19. század végén létesült klasszicista stílusban.
- Barokk-klasszicista kúriája a 18. század végén épült.
- Neoklasszicista kúriája a 19. század közepén készült.
- A falu egykor híres Anna-bálok színhelye volt.
- Kogler László – a fürdő múltját felelevenítő – falfestményei a helyi presszóban láthatók.

## Képek

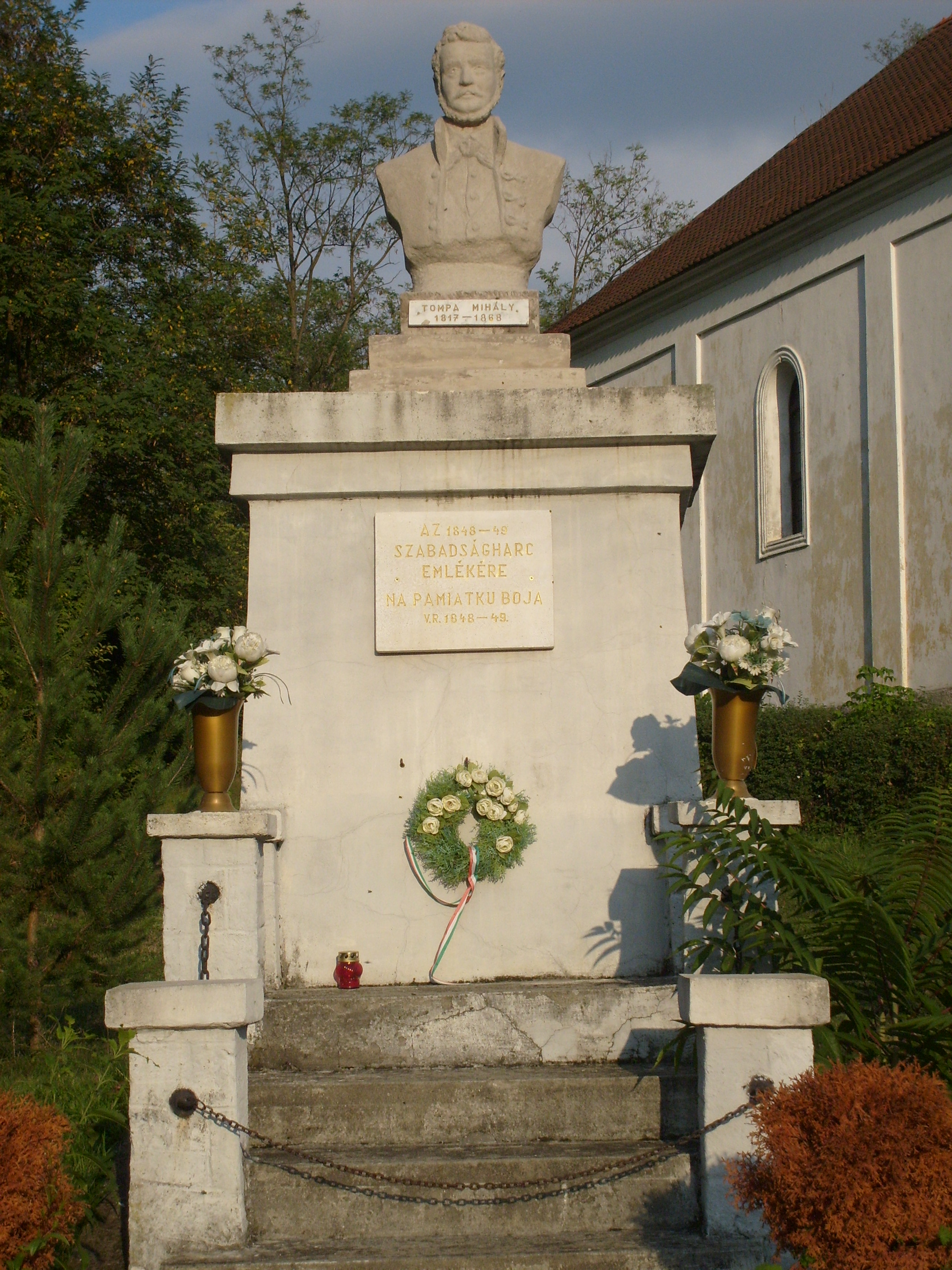
Az 1848–49-es szabadságharc emlékműve Tompa Mihály mellszobrával
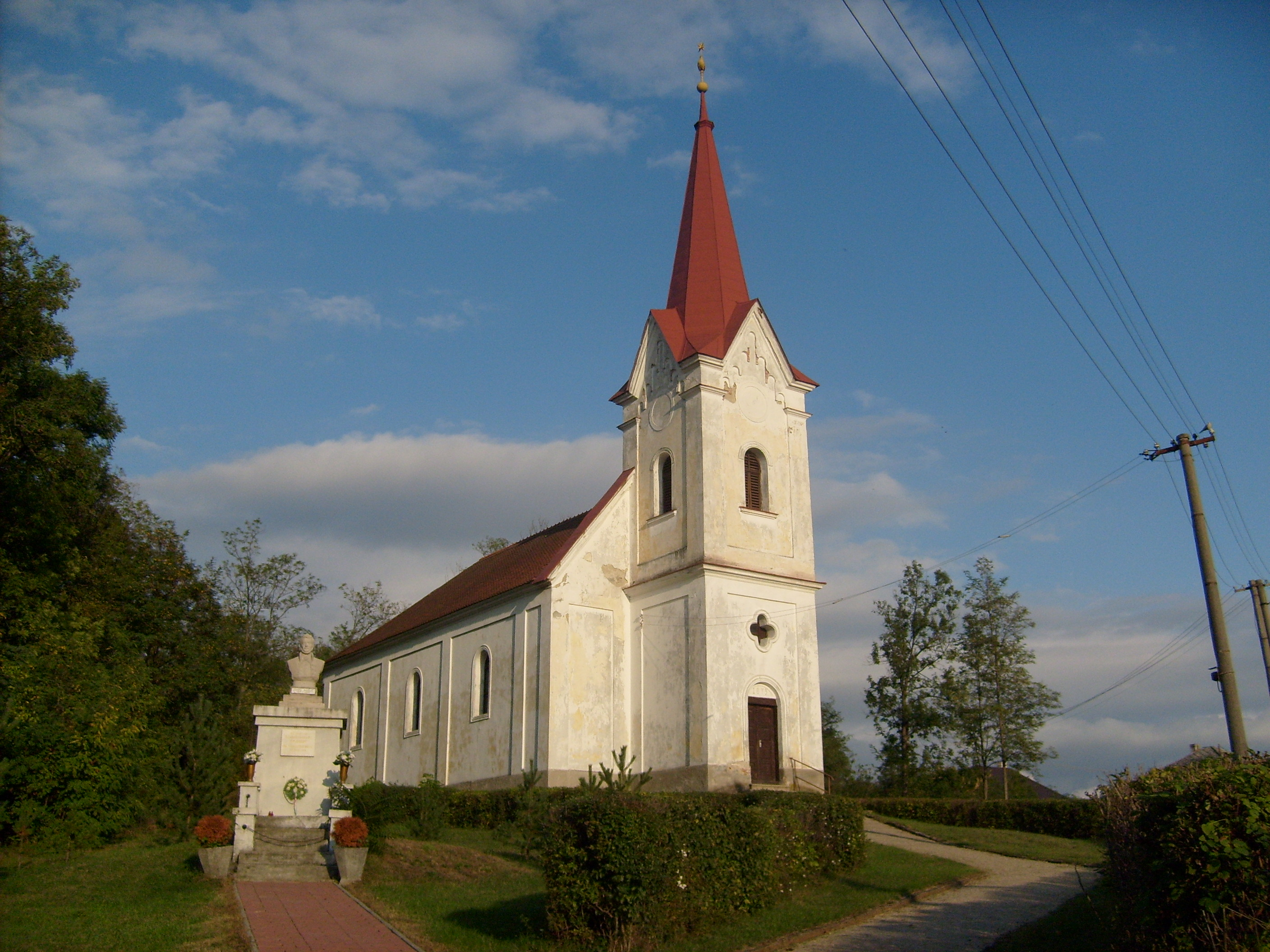
A református templom, bal oldalon az emlékművel